# Historia de Florencia (Caquetá)
Este artículo hace referencia a los acontecimientos que han marcado el devenir histórico del municipio colombiano de Florencia, capital del departamento de Caquetá. Esta ciudad, la más importante del suroriente colombiano. 

ya cien años de fundación. Fue bautizada el 25 de diciembre de 1902 por el fraile capuchino, Padre Doroteo de Pupiales (1876-1959).

## Época precolombina
Antes de la conquista española, las tierras del municipio de Florencia fueron ocupadas por numerosos grupos indígenas, muchos de los cuales subsisten hoy en día. Dentro de ellos se destacan los Andakíes, los Huitotos y los Coreguajes, quienes tradicionalmente han habitado las orillas del río Orteguaza. Parte de su legado cultural está representado por los petroglifos, los cuales están ubicados principalmente en el sitio conocido como El Encanto, en la salida de la ciudad hacia el Municipio de Morelia. Estas representaciones lacustres pasaron desapercibidas bajo una capa de tierra y reaparecieron a la vista pública en 1962, a raíz de una creciente del río Hacha.
El historiador e investigador colombo-ucraniano Juan Friede, en el libro Los Andakí, inició profesionalmente el estudio de las tribus indígenas del oriente colombiano, especialmente de las del Huila, Caquetá y Putumayo. Los Andakí fueron un pueblo que se ubicó sobre las laderas del río Hacha, que pasa por Florencia. La leyenda sobre su origen decía que la flor del borrachero fue fecundada por el yajé, para así convertirse en el Sol. Este es el pueblo que aprendió los secretos de este mágico bebedizo, y a quienes las tribus de la región reconocieron como verdaderos maestros y sabios de la naturaleza.
Celosos de su territorio, conformaron primero la liga de resistencia indígena Pijao, para sublevarse en 1721, junto con los indígenas del Putumayo, contra los colonos, especialmente contra las misiones de los doctrineros franciscanos. Conocedores de la importancia del sitio que comunica la selva con los Andes, ejercieron también una resistencia pacífica frente al intercambio comercial tan importante para las dos regiones, así como con el empleo de sus saberes chamánicos y de curandería para detener el avance de los invasores.

## Conquista y período colonial

### Exploración del territorio
Florencia es el epítome de la colonización. Los colonos han sido el sustrato de su génesis y de su desarrollo. El primer europeo en la zona fue el alemán Georg Hohermuth, conocido por los españoles como Jorge de Espira, buscando El Dorado, siguiendo la ruta que lo llevó de La Uribe, a Florencia, hasta los límites con el Cauca. Enfrentando los rigores del clima, pobres, desnudos y hambrientos, asediados por los indígenas Choques, él y sus cuatrocientos hombres vagaron por la región desde 1534 a 1539, año en que regresan a El Coro (Venezuela), poco menos de cien hombres de los que habían partido, en donde conoció su destitución como Gobernador de dicha ciudad, quizá debido a su reconocida crueldad para con los nativos americanos.
A Espira le siguió el hermano del adelantado Gonzalo Jiménez de Quesada, Hernán Pérez de Quesada, encargado del gobierno de Santafé. Le encomendó nuevamente a Gonzalo Suárez Rendón, con el propósito de seguir buscando el anhelado Dorado, que tanto desvelaba al fundador de Bogotá; salió de ésta en 1541, con 270 españoles, más de cinco mil indígenas muiscas y unos 200 caballos, constituyéndose en una de las empresas más numerosas hasta entonces llevadas a cabo. Enfrentados también al clima, a la defensa de sus territorios por parte de los indígenas, Macos, Guaipis y Chiras, que dieron al traste la expedición de Espira, no hicieron sino alentarlos para que avanzaran por la selva hasta prácticamente perderlos. Estos llegaron al País de la Canela, en la región que denominaron Sacramento; de ahí, por el río Orteguaza, hasta llegar a la Fragua, donde pudieron acampar un tiempo; en esta zona fueron perseguidos y atacados por los indómitos Andakíes, célebre nación guerrera. Finalmente llegaron al río Caquetá, para dirigirse de ahí a Sibundoy y salir finalmente a San Juan de Pasto. En año y medio de recorrido perdieron la vida más de 4000 indígenas, 80 españoles y 110 caballos. A Santafé retornaron en 1543, donde prácticamente los creían muertos. Procedentes de Quito, con Pedro de Ursúa y Gonzalo Díaz de Pineda, inician también la exploración de los territorios del oriente andino.

### Primeros poblados
La primera exploración al territorio de lo que hoy es Florencia ocurrió en 1542 por parte del español Hernán Pérez de Quesada. Posteriormente se presentaron múltiples incursiones efectuadas por los mismos conquistadores españoles, misioneros católicos, comerciantes portugueses, criollos y negros que escapaban del sistema esclavista. Estos visitantes pretendieron de diversas formas establecerse y colonizar la región, fundando a su paso poblados transitorios, que desde 1728 recibieron varias denominaciones y hoy son inexistentes debido a la hostilidad del medio.
A mediados del siglo XVIII, la provincia del gran Caquetá, fue el escenario de «gentes baldías» —sin identidad— como lo afirmaba el fraile franciscano Martín de Montalbán. Algunos de estos indígenas fueron organizados en aldeas y desde aquella época aparecieron poblados como Andaquíes del Hacha, San José del Bodoquero, San Antonio del Caquetá, San Francisco Solano, Santa María del Caquetá, el Pescado de los Andaquíes y otros, durante la conquista y la colonización española.
Sin embargo, fueron las misiones franciscanas las que iniciaron el poblado hispánico. Un informe misional de 1773 reconoce la presencia de un reducido poblado andakí, y en 1778, a unos 15 km de la ubicación actual de Florencia, se funda un pequeño poblado que se llamó Canelos —en mención quizá al célebre País de la Canela—, pero tras dos intentos fallidos, ante los ataques indígenas, la fundación se abandonó. A finales del siglo XVIII nuevamente los religiosos intentan fundarla con el nombre de Pueblo Andakí de Río Hacha, pero fue abandonada en 1801. Hacia 1847 en un mapa de Colombia aparece un pueblo «Hacha» sobre el río homónimo que bordea la ciudad.

## Época republicana

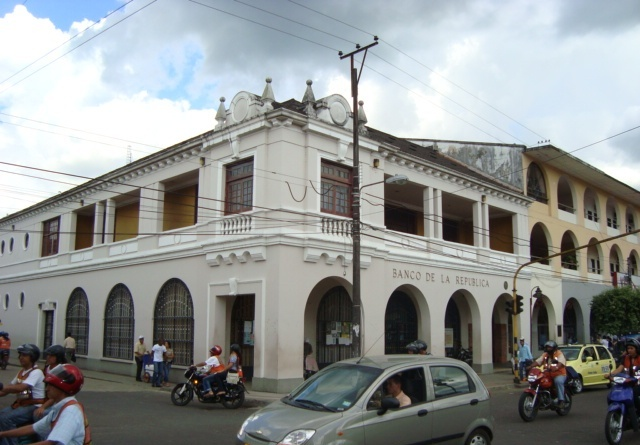
Biblioteca de la sucursal del Banco de la República en Florencia.

### Orígenes: Misioneros y Caucheros
Durante el periodo comprendido entre 1854 y 1868, se había presentando el coloniaje fruto del cultivo de la quina, finalizando con la caída en sus precios en 1881. En 1894 se inicia quizá una de las gestas que llevaron más dolor y miseria que ninguna otra, la época de los caucheros, resumida fantásticamente por José Eustasio Rivera en la gran novela de la selva, La Vorágine.
Procedentes de Antioquia, iniciaron su empresa cauchera los hermanos Gutiérrez, en asocio con Pedro Antonio Pizarro, exactamente en la hacienda La Perdiz, situada en el centro del casco urbano de la actual Florencia. Sin embargo, ya había asentamiento de colonos en la zona, especialmente las familias de Juan Urbano, Cenón Mavesoy y Juan Ventura Cuellar. Los caucheros colombianos ya mencionados, además de los Pérez, Larrañaga, entre otros, iniciaron tratos con los peruanos, especialmente con la consabida Casa Arana, verdadera representante de una explotación laboral cercana al esclavismo, y que serviría luego a Rivera para denunciar los atropellos en forma novelada, pero que en el trasfondo revela una situación social que marcó por muchos años el derrotero de esta importante región del país, conocida entonces como El Paraíso del Diablo.
La Perdiz se alzaba como un asentamiento humano de mucha importancia, considerando que desde 1897 don Pedro Antonio Pizarro y otros colonos habían establecido desmontes en las márgenes de la quebrada la Perdiz, mientras los hombres llegados como consecuencia de la «colonización antioqueña» se habían dedicado al comercio; actividad que realizaban a través de una trocha abierta por Pizarro, que servía de medio de comunicación con la ciudad de Neiva, principal centro comprador de caucho y vía obligada hacia el interior del país.

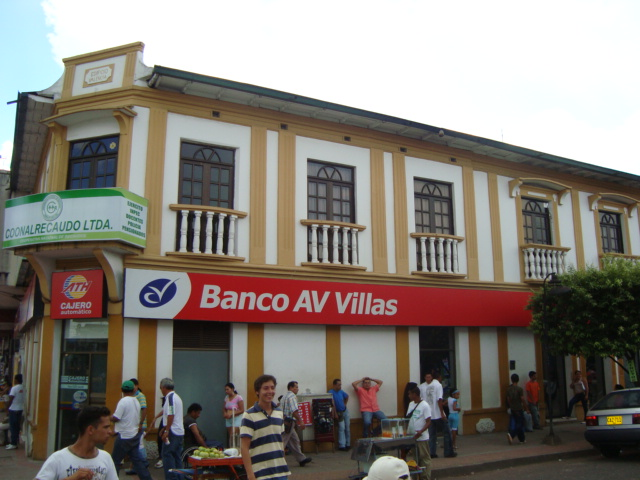
Casa Valencia. Construida en los años 50.

La Perdiz alcanzó una importante prosperidad comercial; así el 17 de mayo de 1899 varios comerciantes legalizaron en Garzón una empresa comercial que constituye el primer paso firme dentro del proceso de organización social y administrativa de este lugar. La sociedad se denominaba Pizarro – Gutiérrez y Cía; con domicilio principal en la población de Guadalupe, perteneciente para ese entonces al Departamento del Tolima.
Así constituida la empresa, La Perdiz se convierte en el epicentro de la actividad cauchera y económica de la región. A los pocos meses de funcionamiento, la empresa logró una nueva organización, inyectó más capital e invitó a nuevos socios, llegando así el ciudadano estadounidense William Boshell, quien a su vez encargó como alto empleado de la empresa al ciudadano italiano Paolo Ricci; hombre jovial y muy preparado, encargado de llevar las cuentas, efectuar el pago a los caucheros y manejar las relaciones de las empresas con todos los colonos. A finales de 1901 el señor Boshell cambia el nombre de la compañía y se identificaría desde entonces como La Perdiz.
El alto precio a que llegó la corteza del quino, denominado quina, y la demanda considerable que tuvo en los mercados extranjeros, por allá en años anteriores a 1900, indujo a mucho habitantes del sur de este Departamento a penetrar en las montañas vírgenes en busca de esta preciada planta. Entre esos empresarios intrépidos se encontraban Francisco Gutiérrez y sus hermanos (Eloy, Urbano Venancio, Roberto y otros); todos de origen antioqueño; quienes abrieron el camino desde la Concepción hacia El Andaquí y desarrollaron sus empresas de explotación y exportación de la corteza.
Luego surgió la explotación del caucho, actividad desarrollada por los mismos empresarios de la quina. Con motivo de algunas diferencias comerciales, se separó Francisco Gutiérrez de sus compañeros de negocios y se asoció al señor Francisco Pizarro. Fue entonces cuando emprendieron la construcción del camino de la Danta, que ponía en comunicación al Departamento del Huila con el Caquetá.

### Fundación oficial
Florencia fue bautizada el 25 de diciembre de 1902 por el fraile capuchino, Padre Doroteo de Pupiales (1876-1959) nacido en el municipio de Pupiales, Nariño, también conocido como José Rubén Vallejo Belalcázar antes de ser ordenado. La aldea surgió a partir de la bodega de caucheros ubicada a orillas de la quebrada La Perdiz y se nombró en homenaje a Paolo Ricci, un ciudadano de Florencia (Italia) por entonces vinculado a la compañía cauchera propietaria de la bodega, pero también en honor de las flores multicolores que embelesaron al padre Doroteo.
En el «informe misionero», a sus superiores eclesiásticos, Fray Doroteo de Pupiales describió así su visita a La Perdiz y la fundación de Florencia:

«El 3 de diciembre desembarqué en La Perdiz, agencia de la compañía Pizarro. Es La Perdiz un lugar a propósito para fundar un pueblo, la tierra muy fértil, el agua es abundante, se cría ganado de toda clase; ese lugar participa de los climas fríos y templados, también los cálidos. El señor Pedro Pizarro y sus socios se empeñan mucho en fundar allí un templo. Di todo lo necesario para ese objeto, y hay mucha gente resuelta a edificar allí su casa con la condición de que los misioneros pongan allí una residencia.

Hacía el espacio de veinte años que ningún sacerdote había pisado esta tierra; así es que la gente recibió gran contento al saber que yo los iba a visitar. Ahí fundé a Florencia el 25 de diciembre de 1902.»

Mediante el Decreto Legislativo n.º 28 del 31 de enero de 1905, el presidente Rafael Reyes creó la Intendencia del Alto Caquetá, y como capital estableció «el caserío de Florencia». El 24 de agosto de 1905 mediante el Decreto 995 se creó el Corregimiento, a cargo de un inspector de policía. Con la creación de la Intendencia, llegó a Florencia una compañía militar y con ésta, el capellán militar del Alto Caquetá, José Manuel Santacruz, quien abrió el primer libro de bautismos de la ciudad el 7 de noviembre de 1905. Santacruz estuvo en Florencia hasta el 19 de enero de 1906 y acondicionó una choza como capilla.
En julio de 1906 llegó a Florencia el padre Lucas de Ibarra, quien en el informe a sus superiores describió a Florencia de esta manera:

«A corta distancia del punto en que el riachuelo de La Perdiz mezcla sus cristalinas aguas con las del Hacha, se encuentra un caserío, al cual antaño no más, el R.P. Doroteo de Pupiales le impuso el nombre de Florencia.

Cuenta actualmente el mencionado pueblo con una pequeña iglesia, con una plaza y dieciséis casas pajizas, habitadas casi en su totalidad por personas venidas del Tolima».

### Nuevo trazado
En 1908 el obispo español Fidel de Montclar, primer prefecto apostólico del Caquetá, hizo un nuevo plano de Florencia, los cuales fueron ajustando el diseño de lo que más adelante sería el centro de la ciudad. Como consecuencia de lo anterior, el 1 de marzo de 1908 se levantó un acta suscrita por 35 colonos, quienes se comprometieron a edificar su casa en el término de un año en los alrededores de la actual plaza San Francisco.
A Fidel de Montclar lo acompañaron los frailes Lorenzo y Buenaventura de Pupiales. Este último, en su informe al Padre General de la Orden, decía:

«Florencia, último pueblo de la Prefectura Apostólica por parte del Tolima, a día y medio de Canelos subiendo por el Orteguaza, con una temperatura promedio de 29° C. Pocos años lleva de fundación y se calculan ya trescientos individuos en las treinta casas del pueblo y cercanías y las ocho casas de la quebrada El Dedo.

Para que este pueblo se aumente en debida forma, señalose área de población, trazáronse calles y plaza, escogiose el mejor sitio para la iglesia formal como los demás edificios públicos y repartiéronse treinta y cinco solares a nuevos pobladores. Se administraron dieciséis bautismos, veinte confirmaciones, ciento ochenta y cinco comuniones y 7 matrimonios».

Sin embargo, ni el trazo de Fray Doroteo de Pupiales ni el de Fidel de Montclar eran respetados por los pocos habitantes, de tal manera que en 1909, el colono Rómulo González reunió una junta de vecinos y acordaron hacer un nuevo plano de Florencia, encomendando esta tarea al ingeniero Benjamín Ferreira. En diciembre de ese mismo año, el ingeniero Ferreira entregó el nuevo plano siguiendo las instrucciones de la junta y fijó la plaza principal donde está la plaza Pizarro, bautizada en homenaje al cauchero de la Compañía La Perdiz.
Florencia giraba alrededor de la Estación Misional o Viceparroquia, que era la entidad administrativa eclesiástica encargada de administrar el culto, orientar las organizaciones religiosas, organizar los eventos o fiestas religiosas y velar por el desarrollo de «las buenas costumbres». El Prefecto Apostólico cumplió la promesa de poner misioneros en Florencia, por cuanto los fieles ya habían levantado capilla; fue así como el 13 de febrero de 1911 llegaron a este incipiente caserío los frailes Benito de Guatemala, Anselmo de Olot y Fray Uladislao del Contadero.
La mayoría de migrantes procedían del Huila, donde las tradiciones católicas tenían arraigo popular. Los colonos desarraigados volvían en el Caquetá a reconstruir las instituciones y costumbres religiosas, en este caso liderados por los frailes. Las Iglesias y sus templos, después de la época de las compañías caucheras, eran el lugar de la convocatoria social, espacios de identidad y encuentro de la comunidad.

### Erección en municipio
Transcurrido el año de 1912, solo diez años después de haber sido bautizado el poblado como Florencia, y bajo la Presidencia de Carlos Eugenio Restrepo, se crea la Comisaría Especial del Caquetá. Mediante Decreto n.º 642 del 17 de junio de 1912 se exalta el poblado a la categoría de municipio, capital comisarial, y se fijan las condiciones sobre su organización administrativa y territorial. El gobierno central designa como primer alcalde al señor Isaías Cerquera. También se creó la primera Notaría y el primer Juzgado Municipal, que pertenecía al circuito de Garzón (Huila).
Como consecuencia de obtener la categoría de Municipio, el 25 de agosto de 1912 se celebraron las primeras elecciones en Florencia, para elegir el primer Concejo municipal, instalado el 1 de septiembre siguiente. Entre los concejales resultó elegido Misael Pastrana Pastrana, padre del expresidente de Colombia Misael Pastrana Borrero y abuelo del también expresidente Andrés Pastrana Arango.
Cuatro años más tarde, el Obispo de Garzón Esteban Rojas, promovió la construcción de un templo que reemplazara la pequeña capilla existente, de tal forma que su construcción inició el 20 de julio de 1916 y se inauguró un año después, el 19 de julio de 1917. El maestro de obra fue Manuel Borrero, albañil de Garzón.

### Décadas de 1920-1950
Terminada la bonanza del caucho, los colonos empezaron a dedicarse a otras actividades económicas, especialmente al cultivo de arroz. En 1920 se instaló la primera trilladora, que se movía de manera manual. En 1925 el comisario Jorge Mora organizó la renta de licores mediante la constitución de la Fábrica de Licores del Caquetá. La primera Feria de Florencia fue celebrada entre el 24 y el 28 de julio de 1927, mientras Marco Silva era alcalde de Florencia y Martín Abadía era Comisario de Caquetá.
El primer camino de comunicación con el departamento del Huila lo abrió el cauchero Pedro Pizarro. En 1911 el gobierno nacional lo amplió y mejoró; y -con base en el camino de Pizarro- en 1932 se construyó la carretera Garzón-Florencia, vía necesaria para movilizar las tropas que se dirigían al frente del conflicto por la posesión del Trapecio Amazónico entre Perú y Colombia. La vía empezó a construirse en octubre de 1932 y se terminó en junio de 1933. Debido a lo angosto de la carretera, su uso fue reglamentado al dividirla en dos partes: la primera, de Garzón a La Ruidosa; y la segunda, de La Ruidosa hasta Venecia. Así las cosas, del Huila hacia Florencia solo salían vehículos los domingos, martes, jueves y sábados, y los demás días transitaban vehículos en sentido contrario.
En 1933, se instaló la industria de gaseosas del Caquetá del señor Antonio Alvira. Para esa fecha, se inició el alumbrado público gracias a la adquisición de tres lámparas Petromax por parte de la Comisaría del Caquetá, se construyó el Hospital Militar de Venecia y se estableció la primera fábrica de jabón en el barrio la Bocana a cargo de don Martín Chaux. También abrió la Caja Agraria de Florencia y la división de la policía del Caquetá. De igual manera, el señor José Helizardo Mora, creó la primera empresa de transporte de la región.
El desarrollo urbanístico de la ciudad se fue dando lentamente: en los años 1930 se construyó la Catedral Nuestra Señora de Lourdes en reemplazo del templo de 1917; en los años 1940, la galería central La Concordia, el Hospital Departamental María Inmaculada, el Aeropuerto Capitolio y el primer acueducto. En 1936 se iniciaron trabajos cerca del sitio conocido como Sebastopol, sobre el río Hacha, para construir una planta hidroeléctrica de 165 kV.
En el año de 1932 la Junta Directiva del Banco de la República, mediante acta 761 del 5 de octubre, aprobó la apertura de una agencia, la cual fue ubicada en el costado sur oriental de la Plaza Pizarro. Inició labores de atención al público el 2 de enero de 1933. La edificación actual empezó a ser construida en noviembre de 1945 y fue terminada en marzo de 1948.
En 1939 y con financiación del Gobierno Nacional, se inició la construcción de una pequeña central hidroeléctrica de 165 kV sobre el río Hacha, en el lugar conocido como Sebastopol en la salida a Neiva. La planta se dio al servicio en 1944 y luego fue arrasada por una inundación en 1962. Justamente en 1944 inició la construcción de la plaza de mercado Galería La Concordia y del acueducto desde la vereda Caldas. También inició la construcción del Hotel Curiplaya, que en aquel entonces contaba con 40 habitaciones. En noviembre del año siguiente fue inaugurado el Hospital María Inmaculada, primer hospital civil del Caquetá, construido con financiación del Gobierno Nacional. También en 1945 fue fundada por Luis Helí Tovar la fábrica Gaseosas Florencianas.
Del año 1943 a 1955, ya con la bondad de un medio de transporte, se hizo más notoria la extensión de la ganadería, pues llegó el primer lote de reproductores puros, importado desde los Estados Unidos, hecho que motivó a que en abril de 1957, se fundara el Fondo Ganadero del Caquetá.

### Segunda mitad delsigloXX
Por Decreto 963 del 14 de marzo de 1950, se creó la Intendencia Nacional del Caquetá, y Florencia fue designada como capital.
EN 1951 el Papa Pío XII creó el Vicariato de Florencia y encargó su administración a los misioneros de la Consolata, provenientes de Italia, reemplazando a los Capuchinos. En la década de 1950 se fomentó por parte de religiosos la creación de nuevos colegios como la Normal Superior de Florencia, Juan Bautista Migani y Sagrados Corazones, dando inicio a la alfabetización de la población florenciana.
Después del Bogotazo (1948) la colonización predominantemente «opita», orientada ideológicamente por los frailes capuchinos hasta 1951, sufre una transformación radical desde el punto de vista poblacional: apareció una migración de origen andina, dado el conflicto partidista liberal - conservador presentado en el país. Estas nuevas olas migrantes llegaron al Caquetá, visto en ese entonces como territorio de paz. Por otra parte, desde 1952 los padres de la Consolata, de origen italiano, comenzaron a dirigir religiosa y culturalmente la colonización.

En este periodo el poblamiento de Florencia creció de una manera irregular, dando origen a nuevos barrios de invasión tal como ha sido tradición en la ampliación del perímetro urbano. Florencia y la colonización en general, en el periodo en mención, estuvo signada por el conflicto de las migraciones y la construcción de nuevos asentamientos. En lo referente a sitios lúdicos o de encuentro en la ciudad, se creó el parque de la Consolata y surgieron barrios como el Torasso, liderados por la Iglesia. Hubo otros barrios y espacios urbanos que implicaron un ordenamiento urbano dirigido que se expresó con la creación del barrio Juan XXIII (1962), con el liderazgo de Monseñor Ángel Cuniberti a quien el Papa Juan XXIII apoyó económicamente para la construcción de dicho barrio que hoy lleva su nombre; lo que a su vez era respuesta a problemas o desastres naturales como las inundaciones, causadas por el río Hacha. Paralelamente a este movimiento poblacional se crearon nuevas parroquias y escuelas como centros de socialización.
El 9 de abril de 1957 se creó en Florencia el Fondo Ganadero del Caquetá, con la Intendencia del Caquetá, el Municipio de Florencia y diez importantes ganaderos de la región como los primeros socios. En 1960 se formó el barrio Pueblo Nuevo, fuera del área urbana de Florencia que hasta entonces llegaba hasta el puente sobre la quebrada La Perdiz en el Curiplaya. Al siguiente año se fundaron los barrios La Cooperativa, también fuera del área urbana, y La Consolata, obra social de los misioneros.

El 17 de agosto de 1962 el río Hacha destruyó los trabajos de la hidroeléctrica de Florencia inaugurada en 1944 y se desbordó sobre la ciudad, inundando el barrio La Vega y ocasionando la muerte de 122 personas, 17 puentes destruidos y 616 familias damnificadas. Como consecuencia del desastre, en los años siguientes se crearon varios nuevos barrios: Torasso, La Libertad, Los Alpes, Buenos Aires, Siete de Agosto, Circacia y Juan XXIII, este último, con aportes de la Santa Sede.
A partir de los años 1970, el Caquetá vivió al vaivén de la economía del narcotráfico, al igual que de la violencia generada por los grupos al margen de la ley. Desde el punto de vista económico más allá del surgimiento de una economía ganadera industrial como la Hacienda Larandia, la mayoría de los colonos, seguían internándose en la selva para abrir la frontera agrícola del territorio. Su situación era tan crítica, que este hecho dio origen al paro campesino de 1976, que reivindicó necesidades de tipo agrario y la profundización de las políticas del extinto INCORA en su momento, conocidas como la «colonización dirigida».
El 28 de agosto de 1972, se creó la Cámara de Comercio de Florencia, con el objeto de dar organización, desarrollo y unión a los comerciantes y al comercio organizado en general, siendo regida por su primer secretario Ejecutivo el señor Gustavo Ossa Suárez, quien se mantuvo en un período de cuatro años.
En 1981 se creó el departamento de Caquetá y Florencia se ratificó como su capital. En 1984 se dio un intento de toma por parte del grupo guerrillero M-19, que fue controlado por el Ejército.

### Años recientes
En los siguientes años, Florencia ha tenido un importante desarrollo arquitectónico y urbanístico, a través de la construcción de varios edificios como el Palacio Municipal, la torre Jorge Eliécer Gaitán y el edificio de la Gobernación del Caquetá. También afectó el desarrollo urbanístico del municipio la agregación Malvinas, que ocupa gran parte de la comuna oriental de la ciudad. Además, se crearon nuevos barrios y urbanizaciones en el sur de la ciudad, como Bellavista, Villamónica o Yapurá.

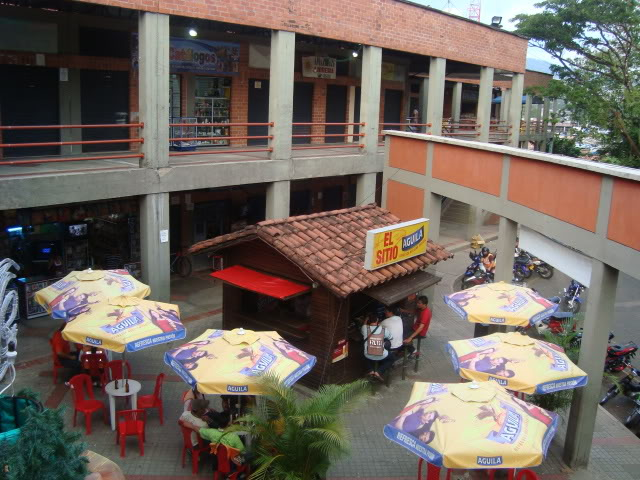
Centro comercial La Perdiz, construido en 2003.

En 1993 se dio al servicio el nuevo sistema de acueducto y alcantarillado para la ciudad bajo la administración del alcalde Carlos Alberto Beltrán. En 1997 se inauguró el Hospital Comunal Malvinas, cuya construcción inició en 1995 como producto de la iniciativa denominada «Marcha del ladrillo pro-hospital», liderada por el alcalde Héctor Orozco Orozco. Luego en 1999 se inauguró el tercer puente sobre la quebrada La Perdiz, bautizado como «Fray Doroteo de Pupiales» durante la administración de la alcaldesa Lucrecia Murcia, obra que permitió descongestionar el tránsito por la ciudad.
El 17 de julio de 2002 fue entregado el Centro Múltiple de Servicios de la Caja de Compensación Familiar del Caquetá (Comfaca), ubicado en el edificio Victoria Regia, una de las estructuras más avanzadas del sur del país. Incluye entre otras facilidades, la primera sala de cine que funciona en Florencia luego de casi 20 años del cierre de los teatros Florencia y Los Alpes.
En 2003 se realizaron múltiples obras públicas, como la construcción de andenes en el microcentro de la ciudad, la inauguración de la Avenida Centenario y la edificación del Centro comercial La Perdiz, que recuperó el espacio público de la ciudad, reubicando cerca de 400 vendedores estacionarios. En ese mismo año también se abrieron las puertas de la nueva sede de la Clínica Saludcoop Santa Isabel, primer centro sanitario en ofrecer servicios de salud con tecnología de punta en la ciudad.
Entre 2009 y 2011 se llevó a cabo la construcción de un nuevo terminal de pasajeros en el aeropuerto Gustavo Artunduaga, con un área de 2 700 metros cuadrados, una nueva torre de control de 9 pisos, un nuevo cuartel de bomberos y una zona de carga con un área de 500 metros cuadrados y la construcción de la plataforma con área de 3000 m². Las obras fueron puestas al servicio en enero de 2012, luego de una inversión de once mil doscientos millones de pesos. También en 2012 inició la construcción del centro comercial Gran Plaza Florencia, el primer centro comercial de gran formato en todo el departamento de Caquetá, el cual fue inaugurado el 31 de mayo de 2013 luego de una inversión superior a los 57 000 millones de pesos.